# Бад-Шмидеберг
Бад-Шмидеберг (нем. Bad Schmiedeberg) — город в Германии, в земле Саксония-Анхальт. 
Входит в состав района Виттенберг. Подчиняется управлению Куррегион Эльбе-Хайделанд.  Население составляет 8993 человека (на 31 декабря 2010 года). Занимает площадь 43,00 км². Официальный код  —  15 1 71 006.